# Chaplin i Stormagasinet
Chaplin i Stormagasinet er en amerikansk stumfilm fra 1916 af Charles Chaplin. I filmen spiller Chaplin, i sin traditionelle Vagabondrolle, en kunde, der skaber kaos i et stormagasin og uforvarende bliver indblandet i en skændig plan, som butikschefen, spillet af Eric Campbell, og butikkens mand på gulvet, spillet af Lloyd Bacon, har for at stjæle penge fra butikken.
Filmen er kendt for den første rulletrappe, der blev brugt i film, som bruges til en række slapstick, der kulminerer med en hektisk jagt ned ad en rulletrappe, hvor de opadgående finder ud af, at de forbliver i den samme position på trappen, uanset hvor hurtigt de bevæger sig. Edna Purviance spiller en mindre rolle som sekretær for butikschefen.